# عقد الأميرة شمه
عقد الأميرة شمه من أشهر قصص الشعبية المرافقة للتغريبة الهلالية وما زالت تردد في مصر مصحوبة بآلة الرباب تغني عن العقد الذى أعطته الأميرة شماء  أم حسن ابن السرحان لابن أخيها يونس في بداية رحلة الرايادة من نجد إلى تونس الخضراء بلد الزناتى خليفة، مرورًا بمصر وليبيا والمغرب العربي.

## الموضوع
بعد وصول "أبو زيد الهلالي و يونس ويحيى ومرعى أبناء سرحان" تبدأ الحكاية، حيث شعر الرجال بالجوع وقد نفد المال بعد الرحلة الطويلة التي استمرت 50 يوما، فاقترح يونس بيع العقد، وذهب إلي السوق لعرضه على التجار، ومنهم الدلال الذى أخذ العقد إلى سعدة ابنة الزناتى خليفة، والذى فصلته بـ 80 حديقة من الفاكهة، حينها رفض يونس وصاح في وجه الدلال عقد" الأميرة شمة " يباع برمان وزبيب، فقال الدلال "عقدك لا يكرم إلا لعزيزة بنت السلطان" وكانت هذه البداية، قصة حب عزيزة ويونس.

## أنظر أيضا
- الجازية الهلالية

## وصلة خارجية
- "حكاية عقد الأميرة شمه" سبب أجمل قصة حب في السيرة الهلالية